# Zbigniew Grochal
Zbigniew Grochal (ur. 3 czerwca 1944 w Czechowicach-Dziedzicach) – polski aktor, dziennikarz, pedagog.

## Życiorys
W 1966 ukończył studia na Wydziale Aktorskim Państwowej Wyższej Szkoły Teatralnej im. Ludwika Solskiego w Krakowie. W 2006 uzyskał stopień doktora sztuk teatralnych na podstawie pracy pt. Ignacy - zagłuszanie lęku trwa, której promotorem była profesor Anna Polony. Rozprawa była poświęcona roli Króla Ignacego w Iwonie, księżniczce Burgunda Witolda Gombrowicza w reżyserii Tadeusza Bradeckiego (2000).
Zadebiutował 16 lutego 1964 rolą Górala w Cudzie mniemanym, czyli Krakowiakach i Góralach Wojciecha Bogusławskiego w reżyserii Jerzego Golińskiego. W latach 1966–1977 pracował w Teatrze Wybrzeże w Gdańsku. Od 1977 pracuje w Teatrze Nowym w Poznaniu, gdzie wystąpił w kilkudziesięciu rolach w spektaklach takich reżyserów jak Izabella Cywińska, Janusz Wiśniewski, Janusz Nyczak, Jerzy Satanowski, Eugeniusz Korin, Krzysztof Warlikowski, Krzysztof Babicki, Erwin Axer i Piotr Kruszczyński.
Pod koniec lat 90. XX wieku był ostatnim redaktorem naczelnym nieistniejącego już Radia Obywatelskiego Poznań. Wykładowca w Zakładzie Dziennikarstwa Wydziału Nauk Politycznych i Dziennikarstwa UAM, Katedrze Wokalistyki Wydziału Wokalno-Aktorskiego Akademii Muzycznej im. I.J. Paderewskiego w Poznaniu (1988−2014), Katedrze Strategii Marketingowych Uniwersytetu Ekonomicznego w Poznaniu oraz na Wydziale Artystycznym Wyższej Szkole Umiejętności Społecznych w Poznaniu. Emerytowany profesor Akademii Muzycznej w Poznaniu oraz aktualnie profesor Wyższej Szkoły Umiejętności Społecznych w Poznaniu.
Laureat Nagrody Metropolity Poznańskiego za wybitne osiągnięcia w dziedzinie kultury chrześcijańskiej, Nagrody Marszałka Województwa Wielkopolskiego z okazji Międzynarodowego Dnia Teatru (2002), Złotej Odznaki za działalność na rzecz Ludzi Niepełnosprawnych, III Nagrody Vox Populi w 8. edycji plebiscytu „Mistrz Mowy Polskiej” oraz Medalu ”Labor Omnia Vincit” Towarzystwa im. Hipolita Cegielskiego za krzewienie idei pracy organicznej.

## Odznaczenia
- Złota Odznaka ZNP
- Odznaka 1000-lecia Państwa Polskiego
- Złoty Krzyż Zasługi
- Srebrny Medal „Zasłużony Kulturze Gloria Artis” (2010)
- Medal Komisji Edukacji Narodowej[5]
- statuetki Hipolita Cegielskiego
- Złoty Medal „Zasłużony Kulturze Gloria Artis” (2023)[6]

## Filmografia
- 1968: Ostatni po Bogu jako marynarz z zalanej grodzi
- 1976: Olśnienie
- 1981: Limuzyna Daimler-Benz jako mężczyzna w konsulacie
- 1981: Najdłuższa wojna nowoczesnej Europy
- 1996: Poznań 56
- 2004: M jak miłość jako Ryszard Sobieszczański, ojciec Klary